# Andrea Missé
Andrea Missé, född 10 augusti 1976, död 2 januari 2012 i La Pampa, var en argentinsk tangodansare. Tillsammans med sin danspartner Javier Rodriguez deltog hon i många tangofestivaler och uppvisningar över hela världen. Hon var även en välrenommerad lärare, och drev en tangoskola i London.
Hon avled i en bilolycka.